# دالي بوتير
دالي بوتير هو لاعب كرة القدم الكندية كندي، ولد في 9 نوفمبر 1949 في أوتاوا في كندا.